# Wombat Island
Wombat Island ist eine kleine Insel vor der Küste des ostantarktischen Enderbylands. Im Hannan-Schelfeis der Caseybucht liegt sie vor dem östlichen Ende von McKinnon Island. 
Luftaufnahmen der Australian National Antarctic Research Expeditions aus dem Jahr 1956 dienten zu ihrer Kartierung. Das Antarctic Names Committee of Australia benannte sie nach dem Wombat, einer in Australien beheimateten Familie der Beuteltiere.